# Stevensville (Michigan)
Stevensville – wieś w Stanach Zjednoczonych, w stanie Michigan, w hrabstwie Berrien.